# Globe céleste (attraction)
Pour les articles homonymes, voir Globe céleste (homonymie).
Le Globe céleste est un géorama, attraction réalisée pour l'Exposition universelle de 1900 à Paris, en même temps que la grande lunette.

## Description
Le globe céleste était représenté sur une sphère bleu et or, de 45 m de diamètre, sur laquelle étaient peints les constellations et les signes du zodiaque. La sphère reposait sur un socle d’une hauteur d’environ 18 m, constitué de quatre piliers de maçonnerie qui accueillaient des escaliers et ascenseurs donnant accès à une terrasse fleurie aménagée à son sommet, à la base du globe.
À l'intérieur de la sphère, les spectateurs étaient assis dans des fauteuils, devant le défilement des panoramas du système solaire.

L'attraction du Grand Globe céleste (1900)
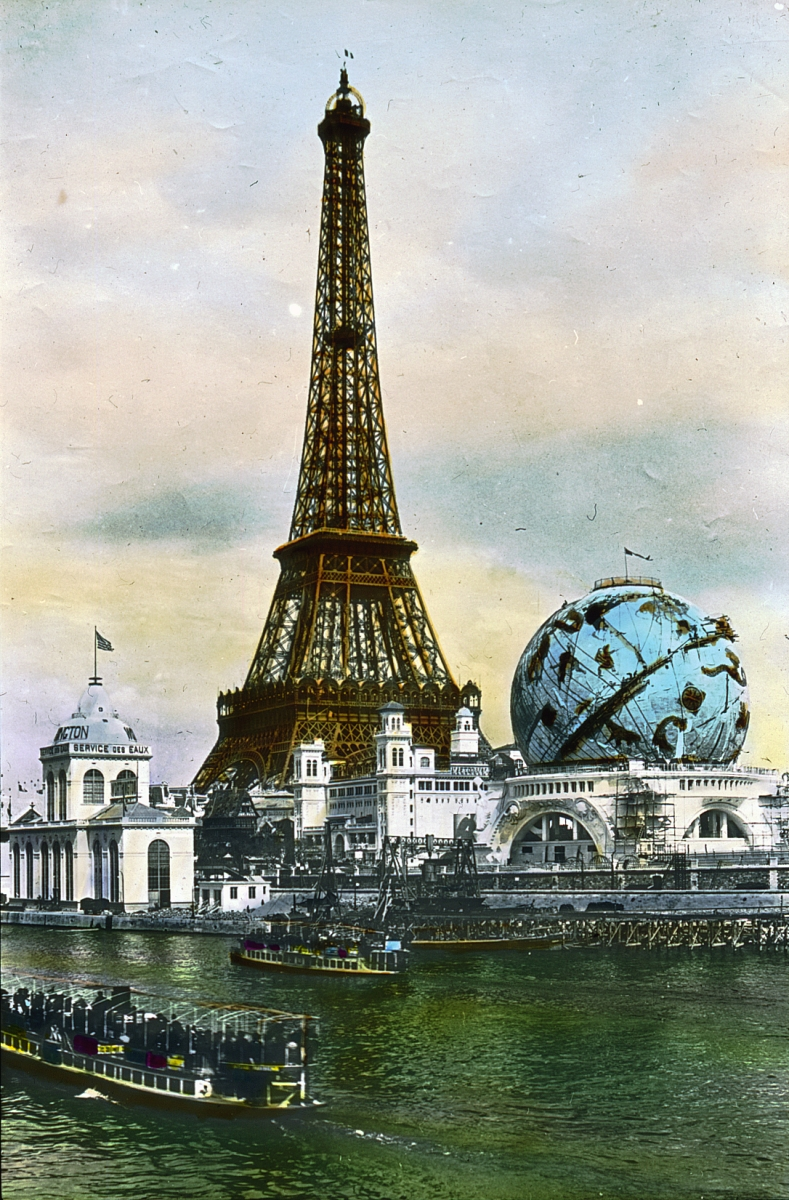
La tour Eiffel avec le Globe céleste, et la Seine en contrebas.
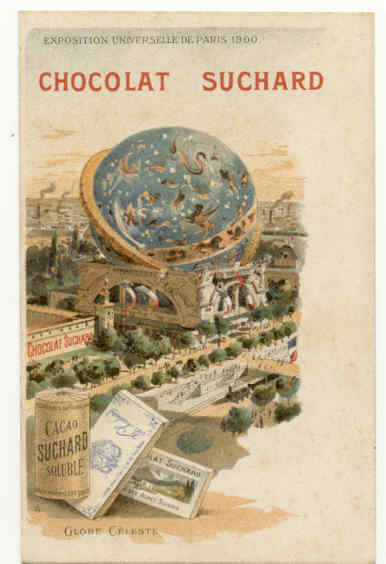
Carte postale de Suchard représentant le Globe céleste.
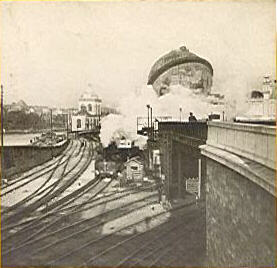
Le Globe depuis la gare du Champ de Mars (1900).

## Accident

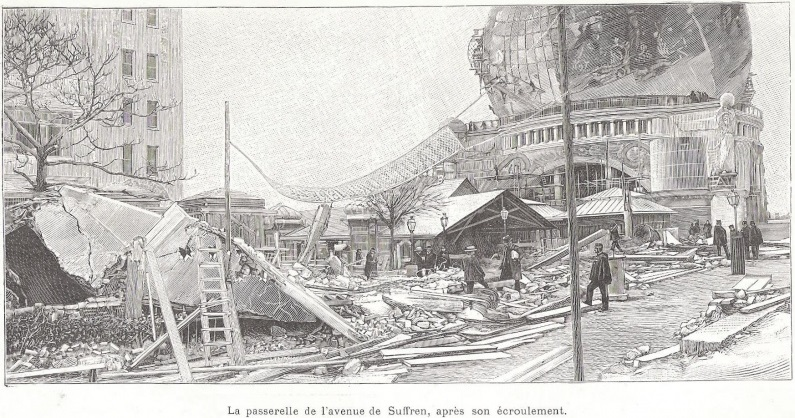
Avenue de Suffren : restes de la passerelle du Globe Céleste après son effondrement, le 29 avril 1900.

Le 29 avril 1900, la passerelle de ciment armé menant à l'attraction et surplombant l'avenue de Suffren s'est effondrée, faisant 9 morts et plusieurs blessés graves. Cet accident amènera le gouvernement à s'intéresser au nouveau matériau qu'était le béton armé et à essayer d'en définir les règles d'usage. La Commission du ciment armé, sera créée à cet effet, par l'arrêté ministériel du 19 décembre 1900.
La passerelle avait été conçue par Napoléon de Tédesco et construite suivant le système Matrai. Au procès qui interviendra plus tard, le jugement condamnera la Ville de Paris, pour avoir effectué des fouilles trop près de la passerelle.